# Felix Hoffmann
Pour les articles homonymes, voir Hoffmann.
Felix Hoffmann (20 janvier 1868 à Ludwigsbourg - 8 février 1946 à Lausanne) est un chimiste allemand.

## Biographie
Il étudie à l'Université Louis-et-Maximilien de Munich où il obtient d'abord son doctorat en pharmacie en 1890, puis son doctorat en chimie le 22 juin 1893. Il entre en tant qu'assistant de laboratoire au service de recherche des laboratoires Bayer à Elberfeld (Allemagne) le 1er avril 1894, recommandé par Eugen Bamberger son directeur de thèse à l'Université : 
« Le Dr Hoffmann a travaillé pendant plusieurs semestres dans le laboratoire universitaire de Munich sous ma direction et s'est avéré être un chimiste très travailleur, extrêmement habile manuellement, très observateur et bien informé. Je peux donc le recommander chaleureusement.. ».
À partir de 1891, Bayer avait créé son propre département pharmaceutique et chimique dans un nouveau bâtiment de deux étages avec 40 chimistes. Le chef du laboratoire pharmacologique fondé en 1896 (huit chimistes et pharmacologues), était le Dr Heinrich Dreser qui occupera ce poste du 1er avril 1897 à 1914.
Dans le laboratoire de recherche il a travaillé sur le développement de nouveaux médicaments avec des adduits formaldéhyde-alcool (acétals) ainsi que des dérivés alcaloïdes, acide salicylique, gaïacol et tanin. En 1896, il a synthétisé l'ingrédient actif diacétylmorphine à partir de morphine avec de l'anhydride acétique. Bayer a enregistré le nom commercial de l'héroïne en tant que diacétylmorphine.
Hoffmann est principalement connu pour avoir synthétisé l'acide acétylsalicylique après modification du groupement phénol de l'acide salicylique le 10 août 1897 à Leverkusen et pour la première fois dans une forme stable, utilisable à des fins médicales. Bayer lança cette substance sur le marché sous le nom d'aspirine après avoir fait enregistrer le 6 mars 1899 le nom de marque Aspirin à Berlin à l'Office allemand des brevets.

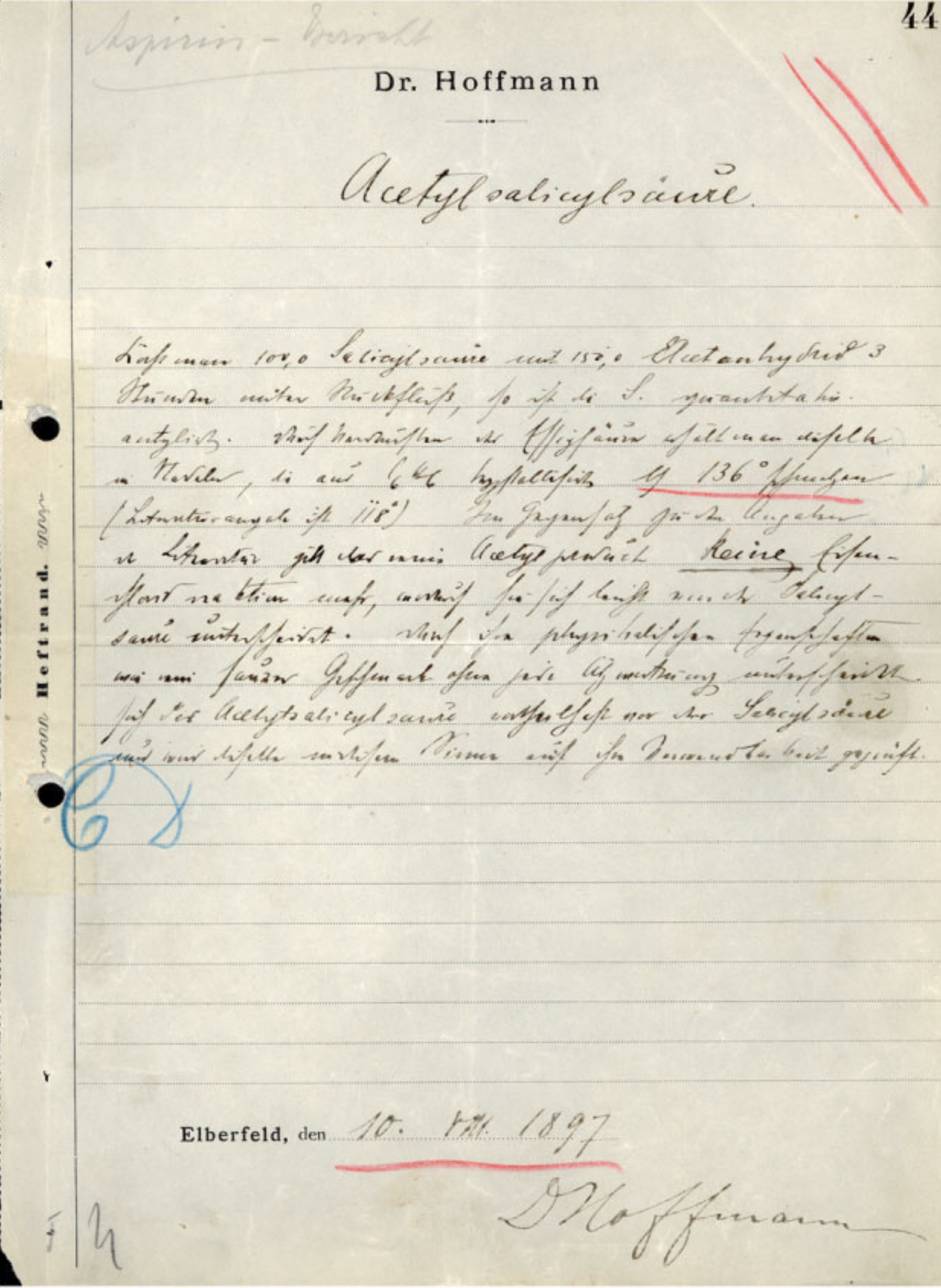
Protocole de laboratoire de Felix Hoffmann du 10 août 1897

Cette substance avait déjà été synthétisée auparavant, mais ne pouvant pas être soumise à une application médicale. L'acide acétylsalicylique avait été synthétisé par le strasbourgeois Charles Frédéric Gerhardt en 1853.
Quelque temps après cette découverte, Félix Hoffmann a quitté le service de recherche pour prendre la direction du département de marketing pharmaceutique. Deux ans après il a obtenu la pleine procuration.
Hoffmann a vécu à Elberfeld pendant de nombreuses années, mais après que Bayer ait déplacé en 1912 son siège social d'Elberfeld à Leverkusen, il a déménagé à proximité de Cologne-Mülheim dans les années 1920. Il est resté chez Bayer jusqu'à sa retraite, le 31 décembre 1928.
Après sa retraite, il a vécu en Suisse à l'Hôtel du Park à Lausanne-Ouchy au bord du lac Léman, jusqu'à sa mort. Il a collectionné les montres de poche anciennes et s'est consacré entièrement à une autre passion : l'Histoire de l'art et en particulier l'époque baroque qui le fascinait particulièrement.
Après un séjour de trois mois à l'hôpital, Hoffmann est décédé à l'âge de 78 ans le 8 février 1946. Selon ses dernières volontés, ses cendres ont été ensuite dispersées au Crématoire de Montoie à Lausanne. Hoffmann n'a jamais été marié et n'avait pas d'enfants.

## L'héroïne
Le Dr Dreser, alors qu'il était encore professeur à Göttingen, avait travaillé sur l'effet de la codéine, un dérivé de l'opium plus faible que la morphine sur la respiration. Il a demandé à Hoffmann d'acétyler la morphine dans le but de produire de la codéine. Le résultat était tout autre et a produit à la place une autre substance : l'héroïne. Mais ce même composé avait déjà été synthétisé en 1874 par le chimiste anglais Charles Romley Alder Wright et n'était donc pas brevetable. Avant que l'extrême dépendance à l'héroïne ne soit reconnue, elle était largement vendue par Bayer et d'autres sociétés pour supprimer les fortes toux, soulager la douleur de l'accouchement et des blessures de guerre graves, préparer les patients à l'anesthésie et contrôler certains troubles mentaux.

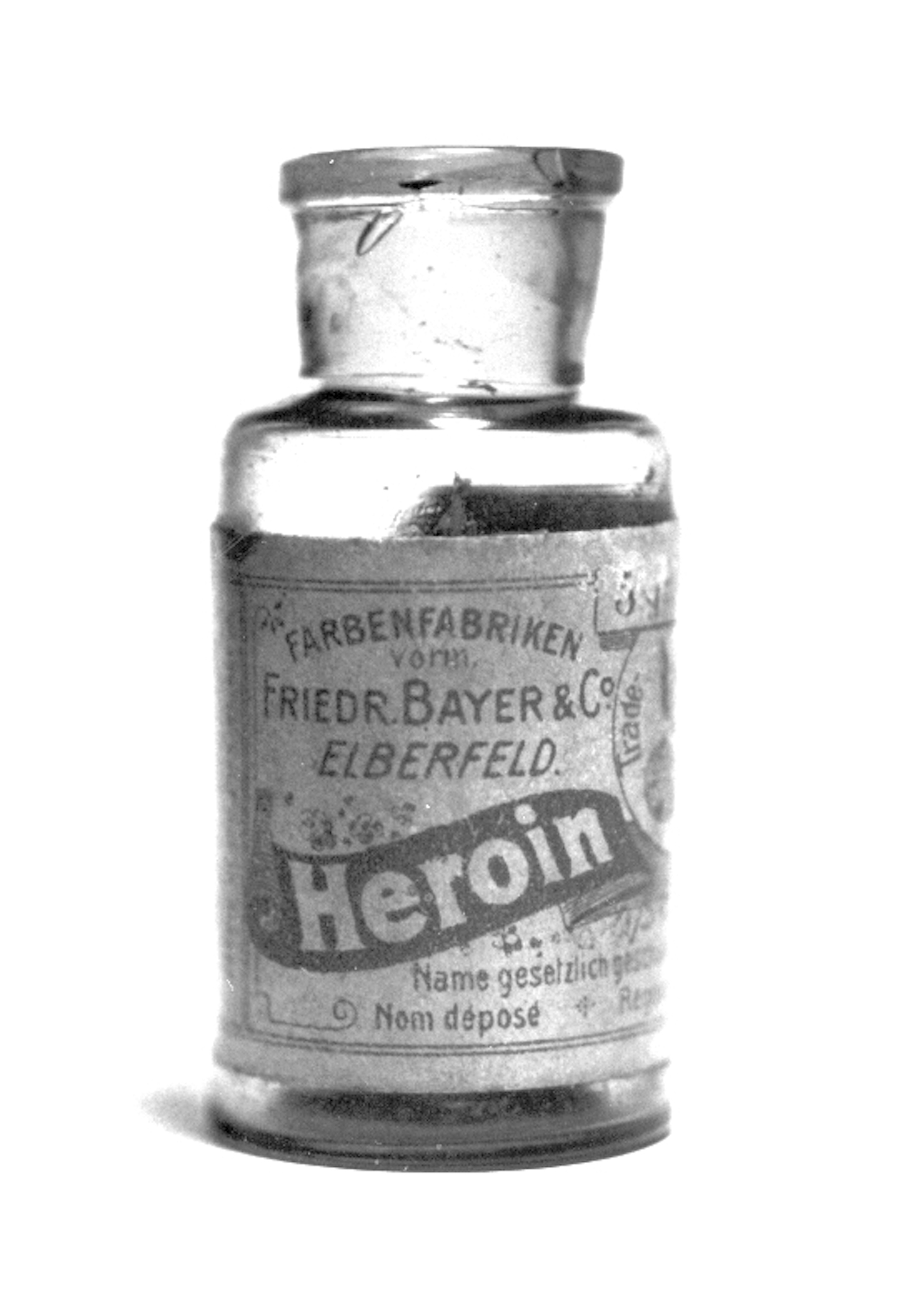
Heroin Bayer (1924)

Depuis les années 1930, l'héroïne est interdite dans la plupart des pays et depuis le 7 juin 1924 aux États-Unis avec  la loi anti-héroïne (en).

## L'aspirine
Son employeur, Bayer, dépose  le nom de la substance Aspirin qui est enregistrée comme nom de marque le 6 mars 1899 à Berlin,. La firme demande aussi un brevet américain le 1er août 1898 qui lui est accordé le 27 février 1900 (US Patent N° 644 077) pour une durée de validité de 17 ans avec une date d'expiration le 27 février 1917. Hoffmann est mentionné sur le brevet américain en qualité d'inventeur.

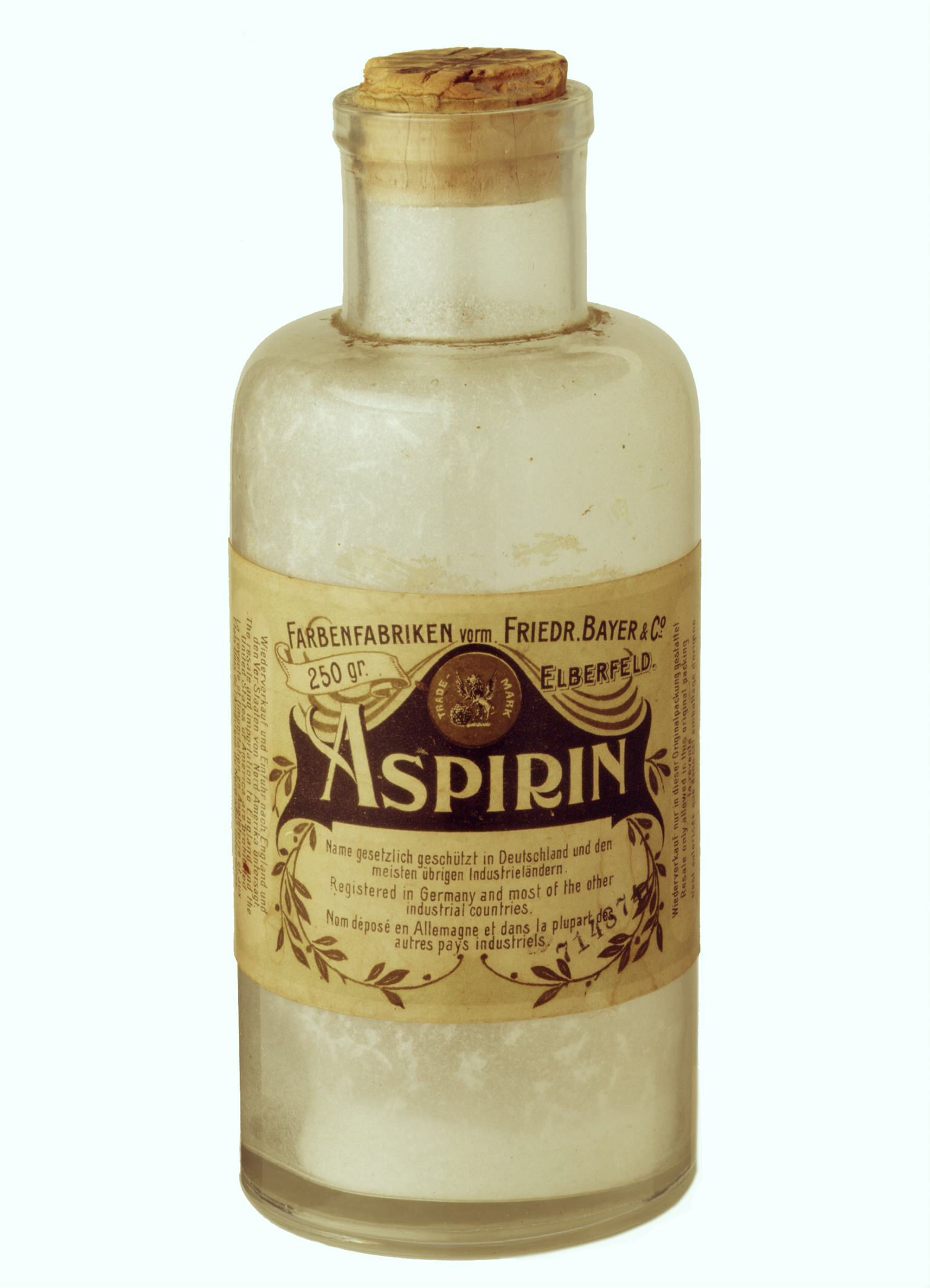
Aspirin Bayer (1899)

## Hommages
- À l'occasion du 100e anniversaire pharmaceutique de Bayer AG en 1988, une rue de Wuppertal-Aprath porte son nom.
- En 2002, il a été intronisé dans le National Inventors Hall of Fame[7].